# Oceania Rugby Junior Championship 2016
El Oceania Rugby Junior Championship del 2016 fue la segunda edición del torneo que organiza la Oceania Rugby. En esta oportunidad sólo participaron Nueva Zelanda y Australia, campeón y vicecampeón del año anterior respectivamente.
Se desarrolló como una serie a dos partidos en las instalaciones del Bond University de Gold Coast, Australia obteniendo el campeonato el equipo con mejor resultado en el global. El primer partido lo venció Nueva Zelanda con un margen de 20 puntos, el segundo Australia por 1 punto, de esta forma los Baby Blacks se coronaron campeones. A pesar de no alcanzar la diferencia para obtener el torneo, los australianos festejaron su primer triunfo en la historia ante los neozelandeses en categoría M20.

## Equipos participantes
- Selección juvenil de rugby de Australia (Junior Wallabies)
- Selección juvenil de rugby de Nueva Zelanda (Baby Blacks)

## Resultados

### Primera fecha
| 2 de mayo | Australia | 10 - 30 | Nueva Zelanda |  |  |
|           |           | Reporte |               |  |  |

### Segunda fecha
| 7 de mayo | Australia | 25 - 24 | Nueva Zelanda |  |  |
|           |           | Reporte |               |  |  |

| Bandera de Nueva Zelanda |
| Campeón Nueva Zelanda    |
| Segundo título           |